# Morafeno (Mananjary)
Pour les articles homonymes, voir Morafeno.
Morafeno est une commune rurale malgache située dans la région de Vatovavy.